# بيتر ويكفيلد
بيتر ويكفيلد (بالإنجليزية: Peter Wakefield)‏ (مواليد 6 سبتمبر 1977) هو ملاكم أسترالي، مثّل بلاده في الألعاب الأولمبية الصيفية 2004.

## روابط خارجية
بيتر ويكفيلد على موقع أوليمبيديا (الإنجليزية)
- بيتر ويكفيلد على موقع اللجنة الأولمبية الأسترالية (الإنجليزية)